# 짧은 시간 긴 시간
《짧은 시간 긴 시간》은 1994년에 개봉한 대한민국의 성인 영화이다.

## 캐스팅
- 크리스틴 밀레사코닝
- 최상아
- 서정기
- 박용식
- 한주열
- 정세혁
- 나갑성
- 안진수
- 장춘원
- 왕춘
- 조치원
- 김학성
- 김선영
- 손기호
- 정진희
- 최영래